# デルキュリダス
デルキュリダス（希：Δερκυλἰδας、ラテン文字転記：Dercylidas、生没年不明）は主に紀元前4世紀初頭に活躍したスパルタの将軍である。知略に優れ、シシュポスとあだ名された。

## ペロポネソス戦争
デルキュリダスはペロポネソス戦争中の紀元前411年の夏にアビュドスをアテナイとの同盟から離反させるために部隊と共にヘレスポントスに送られ、アビュドス、そしてランプサコスをスパルタ側につけてその任を果たした。

## 小アジア遠征
カリア・サルディスの太守ティッサフェルネスがイオニアの諸ポリスに服属を要求したのに対し、ギリシアの覇権国であるスパルタが小アジアのギリシア人の保護を名目に紀元前400年に開始した小アジア戦役において、デルキュリダスはティブロンの後任として小アジアに軍と共に送られ、ティッサフェルネス、ファルナバゾスといった小アジアの太守たちとの戦いに着手した（紀元前399年）。敵の各個撃破を狙ったデルキュリダスはひとまずティッサフェルネスと手を打ち、ファルナバゾスと戦うことを決めた。ファルナバゾスはティッサフェルネスとは不仲であったため、ファルナバゾスが困ってもティッサフェルネスの助けが入る可能性は低く、またファルナバゾスはデルキュリダスの因縁の敵でもあった。ファルナバゾスの治めるアイオリスへと進軍したデルキュリダスは一日でラリサ、ハマクシトス、コロナイ等の沿岸ポリスを落とし、ネアンドリア、イリオン、コキュリオンを味方に引き入れ、続いて彼は自身に従わなかったケブレンを包囲して降伏させ、そしてスケプシスとゲルギスを降伏させるといった破竹の快進撃をした。このように8日で9つのポリスを落としたデルキュリダスは、冬が近づいてきたために一まずファルナバゾスと休戦し、ビテュニアで越冬した。この時、トラキアのオドリュサイの王セウテスより歩兵300、騎兵200の援軍が来た。
翌紀元前398年の春、デルキュリダスはランプサコスへと向い、同地で翌年も軍の指揮を執るようにと本国からの視察から命を受けた。続いてケルソネソスの人々の要請を受けた彼はヨーロッパに渡ってトラキア人を追い払い、トラキア人に荒らされたケルソネソスの諸ポリスを再建して長城を築き、ケルソネソスからトラキア人を締め出した。再び小アジアへと戻った彼はアタルネウスを拠点に略奪を働くキオス人亡命者を討伐し、アタルネウスを食料基地とした。次いで、彼はエフェソス、次いでカリアへと向った。
一方、デルキュリダスの快進撃を目の当たりにしたティッサフェルネスとファルナバゾスは対デルキュリダスで手を結び、イオニアへと軍を進めた。彼らはデルキュリダスの軍と対陣するも、ギリシア軍へのかつての苦戦（クナクサの戦い）を思い出したティッサフェルネスは戦わずして和を求めた。その結果、小アジアのギリシア人ポリスの独立をペルシア王が承認する代わりにデルキュリダスと他のスパルタ人ハルモステスは小アジアから去ることが決定された。

## その後
このようにして一旦デルキュリダスとスパルタ軍は小アジアを去ったが、紀元前396年にスパルタ王アゲシラオス2世率いる軍が再び小アジアに侵攻してきた。デルキュリダスもこの遠征に参加したようであり、デルキュリダスはティッサフェルネスとの休戦の折、休戦の誓いの王の代理人の一人になった。しかし、これ以降この遠征でデルキュリダスの名が目立って言及されることはない。具体的にいつ頃かは分からないが、宣誓の後にデルキュリダスは本国に帰ったようであり、紀元前394年に彼はスパルタ本国から派遣されており、アンフィポリスで小アジアから撤退してきたアゲシラオスにネメアの戦いでの勝利を報告している。その後、デルキュリダスはアゲシラオスの命を受けてヘレスポントスへと勝利を報告に向ったが、その足でアビュドスのハルモステスになったようであり、同年のクニドスの海戦での勝利の余勢を駆ったコノンとファルナバゾスの艦隊からデルキュリダスはアビュドスとセストスを守りきった。デルキュリダスは紀元前389年に任を解かれ、アナクシビオスと交代した。その後デルキュリダスは歴史の表舞台に立っておらず、所在や没年などは不明である。

## 註
1. ↑  トゥキュディデス, VIII. 61-62
2. ↑  クセノポン, III. 1. 8
3. ↑  クセノポン, III. 1. 9
4. ↑  クセノポン, III. 1. 10, 16-19, 21
5. ↑  クセノポン, III. 2. 1-5
6. ↑  クセノポン, III. 2. 6
7. ↑  ディオドロス, XIV. 38
8. ↑  クセノポン, III. 2. 9-12
9. ↑  クセノポン, III. 2. 13-14
10. ↑  クセノポン, III. 2. 15-20
11. ↑  ディオドロス, XIV. 39
12. ↑  クセノポン, III. 4. 6
13. ↑  クセノポン, IV. 3. 1-3
14. ↑  クセノポン, IV. 8. 3-6
15. ↑  クセノポン, IV. 8. 32